# Ophirosturmia cincta
Ophirosturmia cincta là một loài ruồi trong họ Tachinidae.